# Сыньяха
Сыньяха (также Нялинская; устар. Сынь-Ега) — река в России, протекает по Ханты-Мансийскому АО. Устье реки находится в 48 км по левому берегу протока Северная. Длина реки составляет 175 км, площадь водосборного бассейна 2070 км². Высота устья — 19,8 м над уровнем моря.

## Притоки
- Ямная (лв)
- 41 км: Серчипъяха (лв)
- 63 км: Пыжъянка (пр)
- 78 км: Иламо (лв)
- 88 км: Ярмаяха (лв)
- 90 км: Емынкалъёган (пр)
- 96 км: Вотомий (лв)
- 113 км: Малая Сыньяха (пр)
- 128 км: Интята (лв)
- 140 км: река без названия (пр)

## Данные водного реестра
По данным государственного водного реестра России относится к Верхнеобскому бассейновому округу, водохозяйственный участок реки — Обь от города Нефтеюганск до впадения реки Иртыш, речной подбассейн реки — Обь ниже Ваха до впадения Иртыша. Речной бассейн реки — (Верхняя) Обь до впадения Иртыша.
Код объекта в государственном водном реестре — 13011100212115200051687.